# 1989 KE
1989 KE är en asteroid i huvudbältet som upptäcktes den 29 maj 1989 av den amerikanske astronomen Henry E. Holt vid Palomarobservatoriet.
Asteroiden har en diameter på ungefär 5 kilometer och den tillhör asteroidgruppen Eunomia.